# Dinguiraye (prefectura de Guinea)
Dinguiraye es una prefectura de la región de Faranah de Guinea, con una población censada en marzo de 2014 de 196 469 habitantes. Está formada por las siguientes subprefecturas, que igualmente se muestran con población censada en marzo de 2014:
- Banora 33,823
- Dialakoro 14,882
- Diatiféré 33,658
- Dinguiraye 47,207
- Gagnakali 12,659
- Kalinko 31,970
- Lansanya 9,106
- Sélouma 13,164[1]